# Михайловское сельское поселение (Тверская область)
Миха́йловское се́льское поселе́ние — упразднённое муниципальное образование в составе Калининского района Тверской области, существовавшее в 2005 — 2023 годах.
Центр поселения — село Михайловское.

## Географические данные
- Общая площадь: 263,6 км².
- Нахождение: северная часть Калининского района.
  - Граничит:
    - на севере — с Рамешковским районом, СП Кушалино
    - на востоке — со Славновским СП
    - на юго-востоке — с Аввакумовским СП
    - на юге — с городом Тверь
    - на юго-западе — с Черногубовским СП
    - на западе — с Кулицким СП
    - внутри поселения — территория городского поселения пгт Васильевский Мох.

Юго-западная граница поселения проходит по реке Тверца.

### Транспорт
По территории поселение проходит железнодорожная линия «Дорошиха—Васильевский Мох» Октябрьской железной дороги и несколько подъездных путей.
На юго-востоке поселение пересекает автодорога «Тверь—Бежецк—Весьегонск—Устюжина».
На территории поселения расположен аэропорт «Змеёво».
Через территорию поселения запроектировано прохождение скоростной автомагистрали Москва — Санкт-Петербург.

## История
Официальная история Михайловского сельского поселения начинается с середины XVI века. В «Статистических таблицах монастырских земель», которые были составлены в годы правления царя Ивана IV Грозного, есть запись: «Волостка Видемля. Великому князю принадлежит: погост Николабезверховье на реке Видемля и две деревни». Волостка (маленькая волость) — княжеский удел или округ сел и деревень во владении одного лица. Погост — первоначально сельская община и центр этой общины. В погосте обычно была церковь, церковные постройки и кладбище. Погост Николабезверховье (деревня Никола) является первым населенным пунктом в этой местности, отмеченным в старинных документах. В начале XVII века волостка Видемля была преобразована в Васильевскую волость, куда входили села Васильевское и Михайловское, деревни Орудово, Яковлево, Стрельниково, Изворотень, Никола. После Октябрьской революции волостное управление было упразднено, и образован Васильевский волостной исполнительный комитет. 30 сентября 1924 года Васильевская волость ликвидируется, и с 1 октября 1924 года её территория входит в состав Тверской волости. В 1933 году происходит укрупнение сельских Советов. Васильевский сельский Совет возглавил председатель Соронин И. П., а Михайловский сельский Совет — председатель Князев Н. А. В 1976 году Васильевский сельский Совет упраздняется и входит в состав Михайловского сельского Совета. В 1995 году Михайловский сельский Совет переименовывается в Михайловский сельский округ. В 2006 году Михайловский сельский округ преобразуется в Михайловское сельское поселение.
Михайловское сельское поселение образовано в 2005 году, включило в себя территории Михайловского сельского и Васильевского поселкового округов.
Законом Тверской области от 26.05.2023 № 25-ЗО муниципальное образование было упразднено с включением всех населённых пунктов в состав Калининского муниципального округа.

## Экономика
На территории Михайловского сельского поселения находится колхоз «Михайловское», образованный в 1934 году.
В 2008 году компания ArcelorMittal заявила о намерении построить металлургический завод на территории поселения (промплощадка в 60 га выделялась к юго-востоку от Михайловского, между д. Стрельниково и пос. Металлистов). Это вызвало противодействие экологов и местных жителей. Суд запретил строительство.

## Население
По переписи 2002 года — 3591 человек, по переписи 2010 года — 3877 человек.

## Населенные пункты
На территории поселения находятся 23 населенных пункта:
| Тип нп | Название      | Население (2008 год) |
| ------ | ------------- | -------------------- |
| село   | Михайловское  | 454                  |
| дер.   | Александровка | 11                   |
| дер.   | Баламутово    | 8                    |
| село   | Васильевское  | 232                  |
| дер.   | Вишняково     | 4                    |
| дер.   | Власьево      | 19                   |
| дер.   | Глазково      | 317                  |
| дер.   | Долматово     | 32                   |
| дер.   | Жорновка      | 70                   |
| пос.   | Загородный    | 534                  |
| дер.   | Змеево        | 90                   |
| дер.   | Изворотень    | 39                   |
| дер.   | Кувшиново     | 54                   |
| пос.   | Металлистов   | 324                  |
| дер.   | Никола        | 27                   |
| дер.   | Новенькое     | 31                   |
| дер.   | Орудово       | 143                  |
| дер.   | Пуково        | 2                    |
| дер.   | Рылово        | 28                   |
| дер.   | Софьино       | 18                   |
| дер.   | Стрельниково  | 45                   |
| дер.   | Тургиново     | 1                    |
| дер.   | Яковлево      | 86                   |

На территории поселения находятся 60 садоводческих товариществ.

## Храмы и Культура
На территории Михайловского сельского округа находятся два памятника архитектуры XVIII века: в селе Михайловском — храм Архангела Михаила страница о храме, в селе Васильевском — храм Василия Великого страница о храме. Храм Василия гораздо крупнее, так как до революции Васильевское было центром волости. В 1937 году оба храма были закрыты, а все церковное имущество конфисковано. В 1997 году храмы возвращены епархии. Они частично восстановлены, и в них проходят богослужения.
В селе Михайловском находится средняя школа. История народного образования берёт начало 19 января 1872 года. В этот день священник Михайловской церкви Протопопов Федор Семеонович по собственной инициативе и с помощью прихожан открыл народное училище в церковной сторожке в Михайловском. Михайловская библиотека началась от волостной народной библиотеки, открывшейся в 1896 году. Первичным книжным фондом стала личная библиотека священника Михайловской церкви Протопопова Ф. С., переданная в дар безвозмездно.
Основателем клубной работы в Васильевской волости было культурно-просветительское общество, образованное из местной интеллигенции в 1918 году.